# Ecuación de Whewell

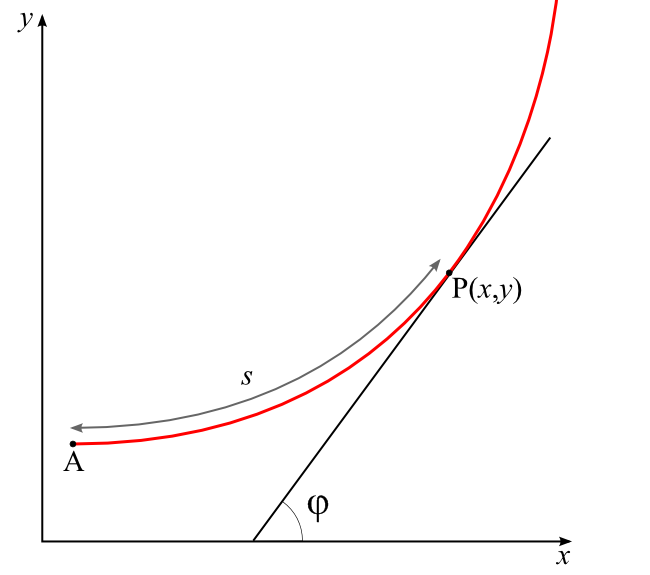
Magnitudes involucradas en la ecuación de Whewell

La ecuación de Whewell de una curva plana es una ecuación que relaciona el ángulo tangencial ({\displaystyle \varphi }) con la longitud de arco ({\displaystyle s}), donde el ángulo tangencial es el ángulo entre la tangente a la curva y el eje "x", y la longitud del arco es la distancia a lo largo de la curva desde un punto fijo. Estas cantidades no dependen del sistema de coordenadas utilizado, excepto por la elección de la dirección del eje "x", por lo que esta es una ecuación intrínseca de la curva o, menos precisamente, la ecuación intrínseca. Si se obtiene una curva de otra por traslación, sus ecuaciones de Whewell serán las mismas.
Cuando la relación es una función, de modo que el ángulo tangencial se da en función de la longitud del arco, ciertas propiedades se vuelven fáciles de manipular. En particular, la derivada del ángulo tangencial con respecto a la longitud del arco es igual a la curvatura. Por lo tanto, tomar la derivada de la ecuación de Whewell produce una ecuación de Cesaro para la misma curva.
El concepto lleva el nombre de William Whewell, quien lo introdujo en 1849, en un artículo de Cambridge Philosophical Transactions. En su concepción, el ángulo utilizado es la desviación de la dirección de la curva en algún punto de partida fijo, y esta convención a veces también es utilizada por otros autores.

## Propiedades
Si la curva se da paramétricamente en términos de la longitud del arco {\displaystyle s}, entonces {\displaystyle \varphi } está determinado por
{\displaystyle {\frac {d{\vec {r}}}{ds}}={\begin{pmatrix}dx/ds\\dy/ds\end{pmatrix}}={\begin{pmatrix}\cos \varphi \\\sin \varphi \end{pmatrix}}\quad {\text{since}}\quad \left|{\frac {d{\vec {r}}}{ds}}\right|=1,}
lo que implica
{\displaystyle {\frac {dy}{dx}}=\tan \varphi .}
Las ecuaciones paramétricas para la curva se pueden obtener integrando:
{\displaystyle x=\int \cos \varphi \,ds}
{\displaystyle y=\int \sin \varphi \,ds}
Dado que la curvatura está definida por
{\displaystyle \kappa ={\frac {d\varphi }{ds}},}
La ecuación de Cesaro se obtiene fácilmente diferenciando la ecuación de Whewell.

## Ejemplos
| Curva       | Ecuación                         |
| ----------- | -------------------------------- |
| Línea recta | {\displaystyle \varphi =c}       |
| Círculo     | {\displaystyle s=a\varphi }      |
| Catenaria   | {\displaystyle s=a\tan \varphi } |